# Lista de futebolistas do Clube Atlético Mineiro convocados para a Copa do Mundo FIFA

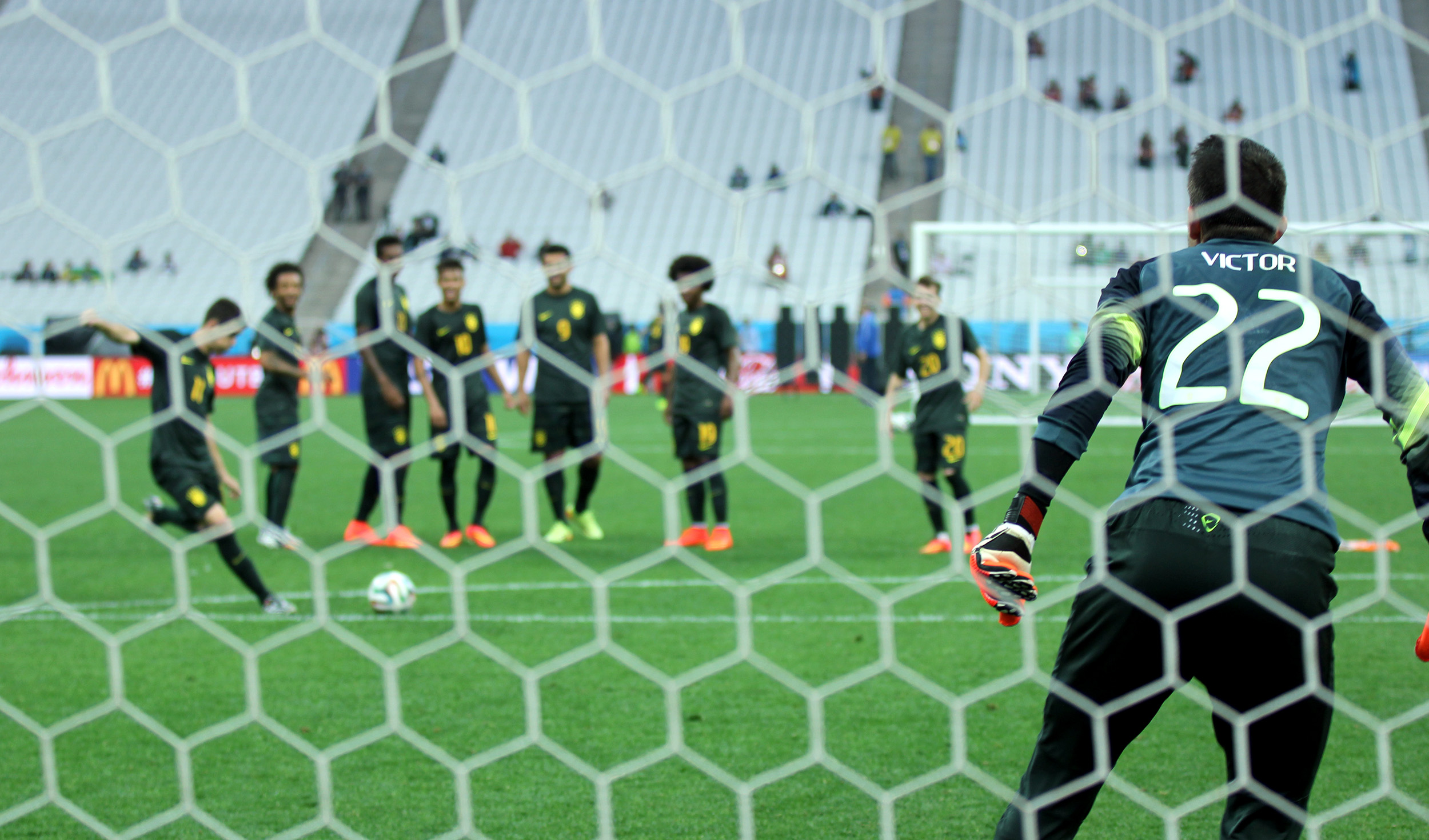
Victor do Atlético (à direita), em um treino durante a Copa de 2014.

Neste anexo, encontra-se a lista de futebolistas do Clube Atlético Mineiro convocados pelas suas respectivas seleções para disputar a Copa do Mundo. 
O Atlético é o clube de fora do Eixo Rio-São Paulo que mais cedeu jogadores à Seleção Brasileira para a competição, com um total de 13 convocados.

## Lista dos Jogadores

### Copa do Mundo FIFA de 1930
- Mario de Castro (Recusou a convocação)

### Copa do Mundo FIFA de 1970
- Dario José dos Santos (Dadá)

### Copa do Mundo FIFA de 1974
- Ladislao Mazurkiewicz (Mazurkiewicz)

### Copa do Mundo FIFA de 1978
- José Reinaldo de Lima (Reinaldo)
- Antônio Carlos Cerezo (Toninho Cerezo)

### Copa do Mundo FIFA de 1982
- Antônio Carlos Cerezo (Toninho Cerezo)
- Luiz Carlos Ferreira (Luisinho)
- Éder Aleixo de Assis (Éder)

### Copa do Mundo FIFA de 1986
- Elzo Aloísio Coelho (Elzo)
- Edivaldo Martins da Fonseca (Edivaldo)

### Copa do Mundo FIFA de 1998
- Cláudio André Mergen Taffarel (Taffarel)

### Copa do Mundo FIFA de 2002
- Gilberto Aparecido da Silva (Gilberto Silva)

### Copa do Mundo FIFA de 2010
- Julio César Cáceres (Cáceres)

### Copa do Mundo FIFA de 2014
- Victor Leandro Bagy (Victor)
- João Alves de Assis Silva (Jô)

## Jogadores campeões
- Dario José dos Santos (Dadá)
- Gilberto Aparecido da Silva (Gilberto Silva)